# Ткаченко Семен Михайлович
Семен Михайлович Ткаченко (3 лютого 1901, Київ — 16 квітня 1968, Київ) — український театральний режисер, директор Київського театру імені Франка, ректор Київського інституту театрального мистецтва, професор. Заслужений артист УРСР (1940).

## Життєпис

Могила Семена Ткаченка

Народився 3 лютого 1901 року у Києві.
З 1936 року — режисер, пізніше директор Київського театру імені Франка.
З 1947 по 1961 рік — ректор Київського інституту театрального мистецтва.
Заслужений артист УРСР (1940). Поставив майже 40 театральних вистав. 
Помер у 1968 році. Похований в Києві на Байковому кладовищі (ділянка № 1).

### Родина
Батько актриси Юлії Ткаченко. Дід актора Леся Задніпровського, прадід актора Назара Задніпровського.